# Кућа народног хероја Ђуке Динић
Кућа народног хероја Ђуке Динић непокретно је културно добро под заштиом Завода за заштиту споменика културе Ниш, а изграђена је 1890. године. Налази се у Доњем Коњувцу.

## Ђука Динић
Кућу која је проглашена непокретним кулурним добром припадала је Ђурђелини Ђуки Динић која је била учесница Народноослободилачке борбе, а касније и члан Комунистичке партије Југославије 1938. године. У Јајинцима је стрељана 1942. године, док је за народног хероја проглашена 1945. године. Поменуто здање саграђано је 1890. године.